# Lutjanus coeruleolineatus
Lutjanus coeruleolineatus är en fiskart som först beskrevs av Ruppell, 1838.  Lutjanus coeruleolineatus ingår i släktet Lutjanus och familjen Lutjanidae. Inga underarter finns listade i Catalogue of Life.